# Выборы мэра Сочи (2009)
Досрочные выборы мэра Сочи состоялись 26 апреля 2009 года. Они были назначены после ухода в отставку по состоянию здоровья мэра города Владимира Афанасенкова. Мэрские выборы в Сочи, по мнению некоторых участников и наблюдателей, приобрели небывалый ажиотаж, и в первый же день регистрации, заявление в кандидаты подали 24 человека. Политологи объясняют это тем, что избранный мэр будет «хозяином города» в период проведения Зимней Олимпиады 2014 года. Это были вторые досрочные мэрские выборы в Сочи подряд — в 2008 году также до истечения срока полномочий ушёл в отставку Виктор Колодяжный.
По результатам голосования в первом туре с большим перевесом победил Анатолий Пахомов, получивший 76,86 % или 94 685 голосов избирателей.
Четверо других кандидатов — Юрий Дзагания (6,75 % или 8 310 голосов), Виктор Курпитко, Александр Лебедев и Борис Немцов (13,6 % или 16 767 голосов) — не признали итоги выборов и заявили о намерении добиваться их отмены в судебном порядке.

## Кандидаты
- 12 марта оппозиционное движение «Солидарность» поддержало самовыдвижение уроженца Сочи Бориса Немцова в качестве кандидата на пост мэра города.
- 13 марта ЛДПР заявила о намерении выдвинуть Андрея Лугового кандидатом в мэры Сочи.
- 16 марта независимый политик и бизнесмен, вместе с Михаилом Горбачёвым автор идеи создания новой демократической партии, Александр Лебедев озвучил намерения баллотироваться в мэры Сочи.
- 17 марта КПРФ определилась со своим кандидатом — им стал участвовавший в выборах 2008 года председатель Сочинского отделения партии Юрий Дзагания.
- 22 марта бывший депутат Законодательного собрания Краснодарского края и кандидат в мэры Сочи в 2001 и 2004 годах Алексей Горбунов подал документы на регистрацию кандидатом в избирком.
- 23 марта ЛДПР отказалась от идеи выдвижения Андрея Лугового на выборах и предпочла дать участвовать в них местному политику из партии — Алексею Колесникову.
- 24 марта, за два дня до завершения срока подачи докуменов на регистрацию официального кандидата представила партия власти Единая Россия. Им, как и ожидалось, стал и. о. мэра Анатолий Пахомов.
- 25 марта участник президентских выборов 2008 года бывший лидер ДПР Андрей Богданов заявил о желании участвовать в выборах.
- 26 марта документы на регистрацию подала балерина Анастасия Волочкова.
- О своём желании участвовать в выборах заявляла бывшая порноактриса Елена Беркова. Позднее Беркова отказалась от участия в выборах, её продюсер объяснил это похищением избирательного залога[5][6].

По мнению политолога М. Виноградова, выдвижение столь большого числа кандидатов было нужно для того, чтобы отобрать голоса у Бориса Немцова. На сайте Каспарова по поводу намерения Берковой, Волочковой и Лугового выдвигаться в мэры говорилось: «Таким составом кандидатов предполагалось убить сразу двух зайцев: выставить шутом Немцова, а выборы как таковые представить как смешной, но бессмысленный спектакль». Директор Центра политической конъюнктуры России Дмитрий Виноградов выразил мнение, что выдвижение Берковой не вызвано попыткой отнять голоса Немцова: «Дело, скорее всего, в так называемом „синдроме Брынцалова“ — присоединиться к большой компании, напомнить о себе».
Политолог Сергей Марков по поводу выдвижения множества кандидатов заявил: «Они не просто маргинальны политически, они гламурные персонажи. Происходит гламуризация выборов в Сочи». Секретарь ЦК КПРФ Вадим Соловьёв отметил: «Эта кампания становится уже смешной, и кроме сожаления ничего не вызывает».
Руководитель думской фракции ЛДПР Игорь Лебедев назвал выборы «театральной постановкой с заведомо известным финалом». Вице-спикер Госдумы от фракции «Справедливая Россия» Александр Бабаков сказал: «На этом этапе выборы в Сочи очень близки к состоянию фарса». Как заявил представитель партии «Правое дело» Леонид Гозман, власть «стремится сделать так, чтобы выборы были либо никому не интересны, либо, если уж так не получается, превратить их фарс».
Лидер движения «Россия молодая», депутат Госдумы Максим Мищенко негативно отозвался о кандидатуре Немцова, заявив, что тот «превратит весь выборный процесс в один сплошной „марш несогласных“». По мнению Мищенко, начало кампании «Очень даже похоже на фарс. Огромное количество желающих на этом деле попиариться». Лидер движения «Наши» Никита Боровиков заявил, что «у Бориса Ефимовича шансов вообще нет, и это хорошо, так как слишком за ним большой груз негативного опыта», «Мэр — это не какая-то публичная фигура, которая прыгает, бегает, блистает и пиарится, а человек, который решает конкретные задачи».

## Зарегистрированные кандидаты
- Андрей Богданов (снялся с выборов)
- Юрий Дзагания
- Павел Емельяненко
- Алексей Колесников
- Виктор Курпитко (снят с выборов)
- Александр Лебедев (снят с выборов)
- Борис Немцов
- Анатолий Пахомов
- Виктор Трухановский

## Прогнозы и социологические опросы
В начале марта политолог Александр Кынев заявил, что «вероятность избрания Немцова на этот пост приближается к нулю. Для этого у него слишком низкий рейтинг», и для Немцова это является лишь пиар-акцией. Кынев сказал, что вероятнее всего, на выборах победит Анатолий Пахомов.
5-6 апреля 2009 года Фонд исследования проблем демократии провёл социологический опрос среди жителей Сочи. Согласно опросу, за Анатолия Пахомова на предстоящих выборах планируют проголосовать 56,1 % избирателей, за Юрия Дзагания — 13,5 %, за Бориса Немцова — 6,8 %. Согласно тому же опросу, 18,7 % избирателей не будут голосовать за Немцова «ни при каких условиях».
Согласно социологическому опросу, проведённому компанией «Башкирова и партнёры» по заказу американской организации «Международный республиканский институт» (которая финансируется правительством США и занимается реализацией программ демократизации в различных странах), за Анатолия Пахомова намерены отдать свои голоса 45,3 % сочинцев, за Бориса Немцова — 8,2 %, Юрия Дзагания — 2,8 %, за Александра Лебедева — 1,8 %. 18 % опрошенных считают, что Немцов недостоин занять пост мэра Сочи.
23 апреля агентство «Интерфакс» опубликовало прогнозы политологов, согласно которым победу в первом туре с высокой вероятностью одержит Пахомов. Директор Международного института политической экспертизы Евгений Минченко заявил, что «наибольшие шансы одержать верх на выборах имеет, скорее всего, Пахомов», «сейчас рейтинг у Немцова невысок в связи с тем, что у этого кандидата мало конкретных предложений». Минченко высказал мнение, что целью участия Немцова является «привлечение максимального внимания к своей персоне в российских и зарубежных СМИ». Вице-президент Центра политической конъюктуры Виталий Иванов сказал: «На 80 % я уверен, что выборы ограничатся одним туром. Соответственно, вероятность второго тура — 20 %. Самые высокие шансы, думаю, у Пахомова».
24 апреля газета «Коммерсантъ» привела мнение директора Краснодарского краевого социологического центра Николая Петропавловского, выразившего уверенность, что Пахомов выиграет выборы уже в первом туре.

## Досрочное голосование
Как сообщил 23 апреля председатель муниципальной избирательной комиссии города Юрий Рыков, около 3 % избирателей проголосовали досрочно. По его словам, «среди этих 3 % проголосовавших досрочно много предпринимателей и сотрудников здравниц, которые 26 апреля — в день выборов — будут работать». В Хостинском районе с 15 апреля проголосовали 1 тыс. 438 человек, в Адлерском районе — 3 тыс. 427 человек, в Центральном — 2 тыс. 3 человека, в Лазаревском районе —1 тыс. 714 человек.
В период с 15 по 25 апреля досрочно проголосовали 30965 сочинцев, что составило более 10 % от списочного состава избирателей или более 25 % от принявших участие в голосовании избирателей.
Досрочное голосование в Сочи послужило поводом для внесения Президентом РФ Д. А. Медведевым в Государственную Думу РФ законопроекта об изменении основного закона о выборах в Российской Федерации 67-ФЗ, «Об отмене досрочного голосования»

## Предвыборная кампания
На проведение выборов из городского бюджета выделено 14 млн руб.
- 19 апреля на сочинских телеканалах демонстрировался фильм, посвящённый деятельности Немцова. В фильме рассказывалось о связях Немцова с криминальным деятелем Андреем Климентьевым, участии Немцова в партии Союз правых сил, его роли в «оранжевой революции» на Украине[19].
- 20 апреля начальник УВД города Александр Бирилло заявил, что один из кандидатов (не называя его фамилии) планирует в последнюю неделю перед выборами мэра Сочи устроить серию провокаций, нарушений общественного порядка и экстремистских актов. По данным правоохранительных органов, для этих целей в Сочи прибывают из других городов исполнители, имеющие опыт участия в «маршах несогласных» и «оранжевой революции» на Украине. При этом, как заявил начальник УВД, нарушители будут пытаться выполнять эти действия от имени других кандидатов[20][21]. Эксперт Общественной палаты Сочи В. Сучков усомнился в словах начальника УВД, заявив, что речь шла лишь о призыве Немцовым наблюдателей[22].
- 23 апреля Немцов в своём блоге в сообщении под заголовком «Они совсем ох…ли» выступил против участия в выборах жителей Абхазии, имеющих российские паспорта[23][24].

## Ход голосования
Выборы проводились на 211 избирательных участках, которые были открыты с 08:00 до 20:00. Количество избирателей на 26 апреля составило 288 тысяч 586 человек. ГУП «Краснодарский краевой социологический центр» проводил на 12 избирательных участках экзит-поллы. На избирательных участках работали иностранные журналисты, аккредитованные МИД РФ — из Эстонии, США, Хорватии и Германии.
На 10:00 по московскому времени явка избирателей (включая проголосовавших досрочно) составила 13,77 %.
На 13:00 по московскому времени явка избирателей составила 20,5 %.
На избирательном участке для незарегистрированных на территории России жителей Абхазии за 8 часов после начала голосования проголосовало 4 человека. В участковой комиссии низкую активность жителей Абхазии объяснили тем, что 26 апреля в Абхазии празднуется Пасха: «Для них Пасха — это большой праздник с ярмарками, борьбой, конкурсами и соревнованиями. Вряд ли кто придёт».

## Результаты голосования
Явка избирателей по данным на 20.00 мск, составила 38,62 %, включая тех, кто проголосовал досрочно. Проголосовали 112,5 тыс. человек. Досрочно голосовали 10,08 % избирателей.

### Экзит-поллы
| Кандидат    | штаб Немцова | Краснодарский краевой социологический центр |
| ----------- | ------------ | ------------------------------------------- |
| Пахомов     | 46.5%        | 75%                                         |
| Немцов      | 35.2%        | 9%                                          |
| Дзагания    | 15.4%        | 7%                                          |
| Трухановсий | 1.1%         |                                             |
| Емельяненко | 1.0%         |                                             |
| Колесников  | 0.8%         |                                             |

В ночь на понедельник председатель горизбиркома Сочи Юрий Рыков объявил о победе Пахомова на выборах. По данным избиркома, после обработки 80 % бюллетеней победу на выборах одерживает Анатолий Пахомов.
- Анатолий Пахомов — 77 % голосов
- Борис Немцов — 13,55 %
- Юрий Дзагания — 7 %

Количество голосов, отданных за трёх других кандидатов, не превышает 1,3 процента.

### Окончательные результаты голосования
Анатолий Пахомов выиграл выборы в первом туре.
- Анатолий Пахомов — 76,86 % (94 685 голосов)
- Борис Немцов — 13,6 % (16 767 голосов)
- Юрий Дзагания — 6,75 % (8 310 голосов)
- Алексей Колесников — 1,27 % (1 559 голосов)
- Павел Емельяненко — 1 % (1 246 голосов)
- Владимир Трухановский — 0,51 % (625 голосов).

## Оценки
Спикер Госдумы, председатель высшего совета партии «Единая Россия» Борис Грызлов отметил: «Тот факт, что Анатолий Пахомов сразу же в первом туре голосования с существенным отрывом обошёл других кандидатов, говорит о большом кредите доверия, которое избиратели оказали ему лично и партии „Единая Россия“, выдвинувшей его своим кандидатом», «жители Сочи предпочли профессионала и не склонны к политическим экспериментам».
Первый заместитель руководителя фракции «Единая Россия» в Госдуме Владимир Пехтин заявил, что результаты выборов «не вызывают никаких сомнений»: «Явка была высокой, и за Пахомова проголосовало подавляющее число избирателей — почти 80 %. Никаких серьёзных нарушений не зафиксировано». По его словам, победивший кандидат является «грамотным управленцем»: «Пахомов — градоначальник со стажем, ранее он руководил Анапой. Так что думаю, сочинцы не ошиблись в выборе, и городом будет руководить компетентный и опытный человек».
Американская газета «The New York Times» писала, что победа Пахомова «была вполне ожидаемой» в связи с поддержкой со стороны федерального центра. С другой стороны, газета привела, частности, заявление Немцова, считающего, что досрочное голосование проходило «под нажимом».
Проигравшие кандидаты Немцов и Дзагания крайне негативно оценили результаты выборов и ход предвыборной кампании. По словам Немцова, он «находился под прицелом спецслужб на протяжении всей этой кампании». По мнению Дзагания, власти могли бы снять с выборов и его самого и Немцова, однако отказались от этого, чтобы раздробить голоса «протестного электората».
По утверждению Немцова и его команды, никто, кроме кандидата от «Единой России», не имел возможности вести агитацию через СМИ. В мае Немцов подал в суд, заявив, что «Тридцать процентов проголосовавших на выборах мэра Сочи проголосовали под давлением и шантажом. Это бюджетники — врачи, милиционеры, учителя, дворники, военные». Однако председатель городского избиркома Юрий Рыков заявил, что Немцов пытается оправдаться в связи с получением слишком малого числа голосов.
Агентство «Интерфакс» отмечало, что «результат выборов отражает объективную картину»: «Как бы ни возмущался Немцов, у него не было шансов выиграть у Пахомова, за которым стоит не только краевая власть, но и авторитет крепкого хозяйственника, превратившего Анапу в образцовый курортный город. Сочинцы ждут от него того же, потому и отдают голоса. А что может противопоставить этому Немцов? Разве что идею о децентрализации Олимпиады, без которой якобы подготовка к Играм в условиях тяжелого мирового экономического кризиса будет провалена».